# حديقة الملك فهد المركزية
حديقة الملك فهد المركزية هي واحدة من بين ست منتزهات في المدينة المنورة وأكبرها على الإطلاق حيث تبلغ مساحتها الإجمالية حوالي 4.3 كيلو متر مربع. وتتميز هذه الحديقة عن باقي حدائق المدينة، كونها تعد كمحمية طبيعية لإشجار المدينة، وهي بمثابة غابات لها. وتضم الحديقة العديد من المرافق الترفيهية مثل المسرح المديني ومنطقة الألعاب الرملية ومنطقة إلعاب التحدي للأطفال. كما تتوفر العديد من المرافق مثل مناطق الشواء ومرافق وملاعب لممارسة الرياضة.

## المسارح
- المسرح المديني
- المسرح الروماني